# Roscello Vlijter
Roscello Vlijter (Paramaribo, 1 januari 2000) is een Surinaams voetballer die als aanvaller voor Riteriai speelt.

## Carrière
Roscello Vlijter speelde in de jeugd van het Surinaamse SV Robinhood, waarna hij in 2016 naar Nederland vertrok om bij Feyenoord in de jeugdopleiding te spelen. In 2019 vertrok hij transfervrij naar Telstar, waar hij een contract voor een jaar tekende.

### Statistieken
| Seizoen                        | Club           | Land           | Competitie     | Competitie | Competitie | Beker | Beker | Totaal | Totaal |
| Seizoen                        | Club           | Land           | Competitie     | Wed.       | Dlp.       | Wed.  | Dlp.  | Wed.   | Dlp.   |
| ------------------------------ | -------------- | -------------- | -------------- | ---------- | ---------- | ----- | ----- | ------ | ------ |
| 2019/20                        | Telstar        | Nederland      | Eerste divisie | 0          | 0          | 0     | 0     | 0      | 0      |
| Carrièretotaal                 | Carrièretotaal | Carrièretotaal | Carrièretotaal | 0          | 0          | 0     | 0     | 0      | 0      |
| Bijgewerkt op 8 september 2019 |                |                |                |            |            |       |       |        |        |

### Interlandcarrière
Roscello Vlijter speelde voor verschillende Surinaamse vertegenwoordigende jeugdelftallen. Zo was hij met Suriname onder 17 in 2017 actief op het CONCACAF-kampioenschap onder 17 in Panama, en in 2018 met Suriname onder 20 op het CONCACAF-kampioenschap onder 20 in de Verenigde Staten. In 2019 werd hij voor het eerst geselecteerd voor het nationale elftal van Suriname. Hij debuteerde op 5 september 2019, in de met 1-2 gewonnen uitwedstrijd tegen Dominica in de CONCACAF Nations League 2019/20 Divisie B.
| Interlands van Roscello Vlijter voor Suriname | Interlands van Roscello Vlijter voor Suriname | Interlands van Roscello Vlijter voor Suriname | Interlands van Roscello Vlijter voor Suriname | Interlands van Roscello Vlijter voor Suriname | Interlands van Roscello Vlijter voor Suriname |
| №                                             | Datum                                         | Wedstrijd                                     | Uitslag                                       | Soort wedstrijd                               | Doelpunten                                    |
| Als speler bij Telstar                        | Als speler bij Telstar                        | Als speler bij Telstar                        | Als speler bij Telstar                        | Als speler bij Telstar                        | Als speler bij Telstar                        |
| --------------------------------------------- | --------------------------------------------- | --------------------------------------------- | --------------------------------------------- | --------------------------------------------- | --------------------------------------------- |
| 1.                                            | 5 september 2019                              | Dominica − Suriname                           | 1 – 2                                         | CONCACAF Nations League 2019/20               | 0                                             |